# Флаги Марий Эл
Список флагов муниципальных образований Республики Марий Эл Российской Федерации.
На 1 января 2014 года в Марий Эл насчитывалось 149 муниципальных образований — 3 городских округа, 14 муниципальных районов, 16 городских и 116 сельских поселений.

## Флаги городских округов
| Флаг | Наименование                                           | Дата утверждения            | Номер в ГГР |
| ---- | ------------------------------------------------------ | --------------------------- | ----------- |
|      | Флаг муниципального образования «Город Йошкар-Ола»     | 22 июня 2011                |             |
|      | Флаг городского округа «Город Волжск»                  | 10 октября 2002 21 мая 2009 |             |
|      | Флаг муниципального образования «Город Козьмодемьянск» | 25 июня 2003                |             |

## Флаги муниципальных районов
| Флаг | Наименование                               | Дата утверждения | Номер в ГГР |
| ---- | ------------------------------------------ | ---------------- | ----------- |
|      | Флаг Волжского муниципального района       | 27 июля 2006     | 6866        |
|      | Флаг Горномарийского муниципального района | 23 мая 2003      |             |
|      | Флаг Звениговского муниципального района   | 27 июня 2005     |             |
|      | Флаг Килемарского муниципального района    | 9 августа 2006   | 6868        |
|      | Флаг Куженерского муниципального района    | 28 июня 2006     |             |
|      | Флаг Мари-Турекского муниципального района | 24 сентября 2003 |             |
|      | Флаг Медведевского муниципального района   |                  | 7248        |

| Флаг | Наименование                                | Дата утверждения | Номер в ГГР |
| ---- | ------------------------------------------- | ---------------- | ----------- |
|      | Флаг Моркинского муниципального района      | 21 июня 2006     |             |
|      | Флаг Новоторъяльского муниципального района | 12 декабря 2006  |             |
|      | Флаг Оршанского муниципального района       | 20 сентября 2006 | 6930        |
|      | Флаг Параньгинского муниципального района   |                  |             |
|      | Флаг Сернурского муниципального района      |                  |             |
|      | Флаг Советского муниципального района       | 29 марта 2006    | 6928        |
|      | Флаг Юринского муниципального района        | 22 сентября 2004 |             |

## Флаги сельских поселений
| Флаг | Наименование                                                                   | Дата утверждения | Номер в ГГР |
| ---- | ------------------------------------------------------------------------------ | ---------------- | ----------- |
|      | Флаг Емешевского сельского поселения Горномарийского муниципального района     | 12 мая 2011      |             |
|      | Флаг Красноволжского сельского поселения Горномарийского муниципального района | 24 января 2011   |             |
|      | Флаг Кокшайского сельского поселения Звениговского муниципального района       | 1 октября 2012   | 7983        |

| Флаг | Наименование                                                                 | Дата утверждения | Номер в ГГР |
| ---- | ---------------------------------------------------------------------------- | ---------------- | ----------- |
|      | Флаг Кокшамарского сельского поселения Звениговского муниципального района   | 9 ноября 2012    | 8045        |
|      | Флаг Кузнецовского сельского поселения Горномарийского муниципального района | 17 мая 2011      |             |
|      | Флаг Шоруньжинского сельского поселения Моркинского муниципального района    | 14 сентября 2012 | 7985        |

## Упразднённые флаги
| Флаг | Наименование                                        | Дата утверждения | Дата отмены     | Примечание                                               |
| ---- | --------------------------------------------------- | ---------------- | --------------- | -------------------------------------------------------- |
|      | Флаг муниципального образования «Город Йошкар-Ола»  | 27 февраля 2006  | 26 декабря 2006 |                                                          |
|      | Флаг муниципального образования «Город Йошкар-Ола»  | 26 декабря 2006  | 22 июня 2011    | Внесён в ГГР с присвоением регистрационного номера 2786. |
|      | Флаг муниципального образования «Килемарский район» | 29 сентября 2004 | 9 августа 2006  |                                                          |